# 2012 AAA Texas 500
Le 2012 AAA Texas 500 est une course de NASCAR Cup Series qui a eu lieu le 4 novembre 2012 au Texas Motor Speedway à Fort Worth au Texas. 334 tours étaient au programme de la course. Cette course était la 34e course de la saison.
Cette course est également la huitième course du Chase for the Championship, période de 10 courses dans la saison qui détermine le futur champion de NASCAR Cup Series 2012.

## Rapport

### Circuit

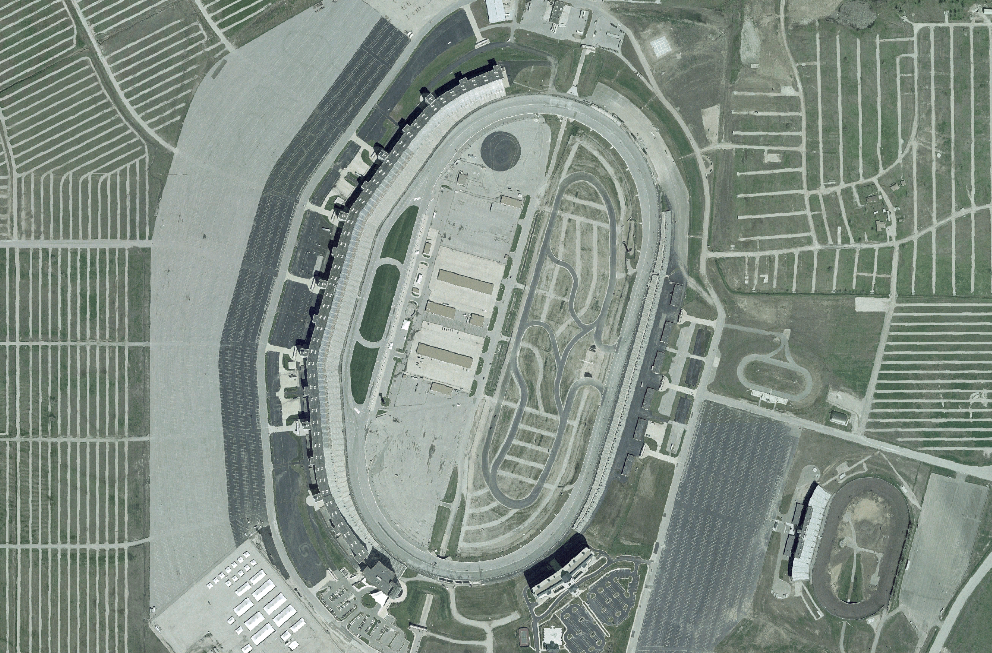
Texas Motor Speedway, le circuit où se déroule la course.

Depuis 1997, la NASCAR Cup Series vient dans le circuit du Texas Motor Speedway. Le Texas Motor Speedway est un ovale de type speedway ayant quatre virages. Le circuit fait 1,5 milles (2,4 km) de long.

### Avant la course
Au niveau du championnat avant la course, Jimmie Johnson était le leader avec 2 291 points devant Brad Keselowski qui lui en comptait 2 289 points. Clint Bowyer, Kasey Kahne et Denny Hamlin complétaient le Top 5 avec respectivement 2265, 2262 et 2 242 points.
Le tableau ci-dessous montre les douze premiers pilotes du classement général après la 33e course au Martinsville Speedway.
| Pos | Pilote             | Points | Différence |
| --- | ------------------ | ------ | ---------- |
| 1   | Jimmie Johnson     | 2 291  |            |
| 2   | Brad Keselowski    | 2 289  | -2         |
| 3   | Clint Bowyer       | 2 265  | -26        |
| 4   | Kasey Kahne        | 2 262  | -29        |
| 5   | Denny Hamlin       | 2 242  | -49        |
| 6   | Jeff Gordon        | 2 237  | -54        |
| 7   | Martin Truex Jr.   | 2 228  | -63        |
| 8   | Matt Kenseth       | 2 226  | -65        |
| 9   | Greg Biffle        | 2 222  | -69        |
| 10  | Tony Stewart       | 2 220  | -71        |
| 11  | Kevin Harvick      | 2 203  | -88        |
| 12  | Dale Earnhardt Jr. | 2 151  | -140       |

### Essais et qualifications
Trois essais ont eu lieu avant la course :
- La première, le vendredi qui a duré 90 minutes.
- La deuxième et la troisième, le samedi qui a duré respectivement 50 et 60 minutes.

Lors de la première session, Martin Truex Jr. était le plus rapide lors de la première session avec un temps de 28 s 310. Il a devancé Mark Martin de 0 s 044.
Lors des qualifications, 46 pilotes y pris part. Mais selon le règlement de la NASCAR, seuls les 43 pilotes les plus rapides lors des qualifications peuvent participer à la course. Et ce fut Jimmie Johnson qui a gagné la pole position, la 29e de sa carrière et la quatrième de la saison, avec un temps de 28 s 261. Greg Biffle a effectué le deuxième meilleur temps des qualifications. Kyle Busch, Clint Bowyer et Martin Truex Jr. complètent le Top 5 des qualifs.
Les trois pilotes n'ayant pu se qualifier pour la course sont Stephen Leicht, Kelly Bires et David Stremme.
Lors de la seconde session des essais, Brad Keselowski a effectué le temps le plus rapide avec un tour en 28 s 888 devançant Jimmie Johnson par un centième de secondes. Denny Hamlin a pris la troisième place devant Greg Biffle, Carl Edwards et Clint Bowyer.
Lors de la troisième et dernière session des essais, Brad Keselowski a réédité son exploit en faisant le tour le plus rapide avec un temps de 29 s 300, devançant Clint Bowyer, Matt Kenseth, Jimmie Johnson et Carl Edwards.

## Résultats

### Qualifications
| Pos.                            | Pilote              | No | Équipe                    | Constructeur | Temps    | Vitesse (mph) |
| ------------------------------- | ------------------- | -- | ------------------------- | ------------ | -------- | ------------- |
| 1                               | Jimmie Johnson      | 48 | Hendrick Motorsports      | Chevrolet    | 28 s 261 | 191,076       |
| 2                               | Greg Biffle         | 16 | Roush Fenway Racing       | Ford         | 28 s 364 | 190,382       |
| 3                               | Kyle Busch          | 18 | Joe Gibbs Racing          | Toyota       | 28 s 402 | 190,128       |
| 4                               | Clint Bowyer        | 15 | Michael Waltrip Racing    | Toyota       | 28 s 411 | 190,067       |
| 5                               | Martin Truex Jr.    | 56 | Michael Waltrip Racing    | Toyota       | 28 s 422 | 189,994       |
| 6                               | Joey Logano         | 20 | Joe Gibbs Racing          | Toyota       | 28 s 457 | 189,760       |
| 7                               | Trevor Bayne        | 21 | Wood Brothers Racing      | Ford         | 28 s 480 | 189,607       |
| 8                               | Brad Keselowski     | 2  | Penske Racing             | Dodge        | 28 s 491 | 189,533       |
| 9                               | Carl Edwards        | 99 | Roush Fenway Racing       | Ford         | 28 s 500 | 189,474       |
| 10                              | Matt Kenseth        | 17 | Roush Fenway Racing       | Ford         | 28 s 502 | 189,460       |
| 11                              | Mark Martin         | 55 | Michael Waltrip Racing    | Toyota       | 28 s 527 | 189,294       |
| 12                              | Denny Hamlin        | 11 | Joe Gibbs Racing          | Toyota       | 28 s 530 | 189,274       |
| 13                              | Kasey Kahne         | 5  | Hendrick Motorsports      | Chevrolet    | 28 s 573 | 188,990       |
| 14                              | Aric Almirola       | 43 | Richard Petty Motorsports | Ford         | 28 s 575 | 188,976       |
| 15                              | Marcos Ambrose      | 9  | Richard Petty Motorsports | Ford         | 28 s 583 | 188,923       |
| 16                              | Jeff Gordon         | 24 | Hendrick Motorsports      | Chevrolet    | 28 s 602 | 188,798       |
| 17                              | Sam Hornish Jr.     | 22 | Penske Racing             | Dodge        | 28 s 628 | 188,626       |
| 18                              | Kurt Busch          | 78 | Furniture Row Racing      | Chevrolet    | 28 s 663 | 188,396       |
| 19                              | Dale Earnhardt, Jr. | 88 | Hendrick Motorsports      | Chevrolet    | 28 s 669 | 188,357       |
| 20                              | Casey Mears         | 13 | Germain Racing            | Ford         | 28 s 672 | 188,337       |
| 21                              | Tony Stewart        | 14 | Stewart-Haas Racing       | Chevrolet    | 28 s 717 | 188,042       |
| 22                              | Jeff Burton         | 31 | Richard Childress Racing  | Chevrolet    | 28 s 724 | 187,996       |
| 23                              | Kevin Harvick       | 29 | Richard Childress Racing  | Chevrolet    | 28 s 757 | 187,780       |
| 24                              | Jamie McMurray      | 1  | Earnhardt Ganassi Racing  | Chevrolet    | 28 s 790 | 187,565       |
| 25                              | Juan Pablo Montoya  | 42 | Earnhardt Ganassi Racing  | Chevrolet    | 28 s 810 | 187,435       |
| 26                              | A. J. Allmendinger  | 51 | Phoenix Racing            | Chevrolet    | 28 s 817 | 187,389       |
| 27                              | Paul Menard         | 27 | Richard Childress Racing  | Chevrolet    | 28 s 823 | 187,350       |
| 28                              | J. J. Yeley         | 37 | Max Q Motorsports         | Chevrolet    | 28 s 836 | 187,266       |
| 29                              | Bobby Labonte       | 47 | JTG Daugherty Racing      | Toyota       | 28 s 842 | 187,227       |
| 30                              | David Gilliland     | 38 | Front Row Motorsports     | Ford         | 28 s 899 | 186,858       |
| 31                              | Scott Speed         | 95 | Levine Family Racing      | Ford         | 28 s 899 | 186,858       |
| 32                              | Danica Patrick      | 10 | Stewart-Haas Racing       | Chevrolet    | 28 s 948 | 186,541       |
| 33                              | David Ragan         | 34 | Front Row Motorsports     | Ford         | 28 s 958 | 186,477       |
| 34                              | Mike Bliss          | 19 | Humphrey Smith Racing     | Toyota       | 28 s 959 | 186,471       |
| 35                              | Josh Wise           | 26 | Front Row Motorsports     | Ford         | 28 s 968 | 186,413       |
| 36                              | Ryan Newman         | 39 | Stewart-Haas Racing       | Chevrolet    | 28 s 975 | 186,368       |
| 37                              | Michael McDowell    | 98 | Phil Parsons Racing       | Ford         | 29 s 022 | 186,066       |
| 38                              | Travis Kvapil       | 93 | BK Racing                 | Toyota       | 29 s 053 | 185,867       |
| 39                              | Reed Sorenson       | 91 | Humphrey Smith Racing     | Chevrolet    | 29 s 077 | 185,714       |
| 40                              | Dave Blaney         | 36 | Tommy Baldwin Racing      | Chevrolet    | 29 s 204 | 184,906       |
| 41                              | Landon Cassill      | 83 | BK Racing                 | Toyota       | 29 s 287 | 184,382       |
| 42                              | Ken Schrader        | 32 | FAS Lane Racing           | Ford         | 29 s 696 | 181,843       |
| 43                              | Joe Nemechek        | 87 | NEMCO Motorsports         | Toyota       | 29 s 097 | 185,586       |
| N'ont pas réussi à se qualifier |                     |    |                           |              |          |               |
| 44                              | Stephen Leicht      | 33 | Circle Sport Racing       | Chevrolet    | 29 s 173 | 185,103       |
| 45                              | Kelly Bires         | 79 | Go Green Racing           | Ford         | 29 s 494 | 183,088       |
| 46                              | David Stremme       | 30 | Inception Motorsports     | Toyota       | 30,568   | 176,655       |

### Course
| Pos. | Grille | No | Pilote             | Équipe                    | Constructeur | Tours | Points |
| ---- | ------ | -- | ------------------ | ------------------------- | ------------ | ----- | ------ |
| 1    | 1      | 48 | Jimmie Johnson     | Hendrick Motorsports      | Chevrolet    | 335   | 48     |
| 2    | 8      | 2  | Brad Keselowski    | Penske Racing             | Dodge        | 335   | 43     |
| 3    | 3      | 18 | Kyle Busch         | Joe Gibbs Racing          | Toyota       | 335   | 42     |
| 4    | 10     | 17 | Matt Kenseth       | Roush Fenway Racing       | Ford         | 335   | 41     |
| 5    | 21     | 14 | Tony Stewart       | Stewart-Haas Racing       | Chevrolet    | 335   | 39     |
| 6    | 4      | 15 | Clint Bowyer       | Michael Waltrip Racing    | Toyota       | 335   | 38     |
| 7    | 19     | 88 | Dale Earnhardt Jr. | Hendrick Motorsports      | Chevrolet    | 335   | 37     |
| 8    | 18     | 78 | Kurt Busch         | Furniture Row Racing      | Chevrolet    | 335   | 36     |
| 9    | 23     | 29 | Kevin Harvick      | Richard Childress Racing  | Chevrolet    | 335   | 35     |
| 10   | 2      | 16 | Greg Biffle        | Roush Fenway Racing       | Ford         | 335   | 34     |
| 11   | 6      | 20 | Joey Logano        | Joe Gibbs Racing          | Toyota       | 335   | 33     |
| 12   | 36     | 39 | Ryan Newman        | Stewart-Haas Racing       | Chevrolet    | 335   | 33     |
| 13   | 5      | 56 | Martin Truex Jr.   | Michael Waltrip Racing    | Toyota       | 335   | 31     |
| 14   | 16     | 24 | Jeff Gordon        | Hendrick Motorsports      | Chevrolet    | 335   | 30     |
| 15   | 14     | 43 | Aric Almirola      | Richard Petty Motorsports | Ford         | 335   | 29     |
| 16   | 9      | 99 | Carl Edwards       | Roush Fenway Racing       | Ford         | 335   | 28     |
| 17   | 17     | 22 | Sam Hornish Jr.    | Penske Racing             | Chevrolet    | 335   | 0      |
| 18   | 24     | 1  | Jamie McMurray     | Earnhardt Ganassi Racing  | Chevrolet    | 335   | 26     |
| 19   | 22     | 31 | Jeff Burton        | Richard Childress Racing  | Chevrolet    | 335   | 25     |
| 20   | 12     | 11 | Denny Hamlin       | Joe Gibbs Racing          | Toyota       | 335   | 24     |
| 21   | 20     | 13 | Casey Mears        | Germain Racing            | Ford         | 335   | 23     |
| 22   | 7      | 21 | Trevor Bayne       | Wood Brothers Racing      | Ford         | 335   | 0      |
| 23   | 38     | 93 | Travis Kvapil      | BK Racing                 | Toyota       | 335   | 22     |
| 24   | 32     | 10 | Danica Patrick     | Stewart-Haas Racing       | Chevrolet    | 335   | 0      |
| 25   | 13     | 5  | Kasey Kahne        | Hendrick Motorsports      | Chevrolet    | 335   | 19     |
| 26   | 41     | 83 | Landon Cassill     | BK Racing                 | Toyota       | 333   | 18     |
| 27   | 27     | 27 | Paul Menard        | Richard Childress Racing  | Chevrolet    | 332   | 17     |
| 28   | 33     | 34 | David Ragan        | Front Row Motorsports     | Ford         | 331   | 16     |
| 29   | 11     | 55 | Mark Martin        | Michael Waltrip Racing    | Toyota       | 329   | 15     |
| 30   | 31     | 95 | Scott Speed        | Leavine Familey Racing    | Ford         | 328   | 14     |
| 31   | 42     | 32 | Ken Schrader       | FAS Lane Racing           | Ford         | 328   | 13     |
| 32   | 15     | 9  | Marcos Ambrose     | Richard Petty Motorsports | Ford         | 310   | 12     |
| 33   | 29     | 47 | Bobby Labonte      | JTG Daugherty Racing      | Toyota       | 284   | 11     |
| 34   | 25     | 42 | Juan Pablo Montoya | Earnhardt Ganassi Racing  | Chevrolet    | 279   | 10     |
| 35   | 30     | 38 | David Gilliland    | Front Row Motorsports     | Ford         | 225   | 9      |
| 36   | 26     | 51 | A. J. Allmendinger | Phoenix Racing            | Chevrolet    | 107   | 8      |
| 37   | 35     | 26 | Josh Wise          | Front Row Motorsports     | Ford         | 41    | 7      |
| 38   | 27     | 98 | Michael McDowell   | Phil Parsons Racing       | Ford         | 37    | 6      |
| 39   | 40     | 36 | Dave Blaney        | Tommy Baldwin Racing      | Chevrolet    | 37    | 5      |
| 40   | 43     | 87 | Joe Nemechek       | NEMCO Motorsports         | Toyota       | 33    | 0      |
| 41   | 34     | 19 | Mike Bliss         | Humphrey Smith Racing     | Toyota       | 32    | 0      |
| 42   | 28     | 37 | J. J. Yeley        | Max Q Motorsports         | Chevrolet    | 10    | 2      |
| 43   | 39     | 91 | Reed Sorenson      | Humphrey Smith Racing     | Toyota       | 6     | 0      |

## Référence
1. ↑  (en) The AAA 500